# Klastorpagölen
Klastorpagölen är en sjö i Vetlanda kommun i Småland och ingår i Emåns huvudavrinningsområde. Sjön är 7,2 meter djup, har en yta på 0,022 kvadratkilometer och är belägen 200 meter över havet.